# Южные захватчики
«Южные захватчики» (англ. The Southern Raiders) — шестнадцатый эпизод третьего сезона американского мультсериала «Аватар: Легенда об Аанге».

## Сюжет
Племя Огня нападает на Западный храм воздуха. Зуко спасает Катару от обвала, но она неблагодарна ему за это и грубит. Команда Аватара уходит, а Зуко идёт задерживать атакующих, полагая, что это семейный визит. Он оказывается прав и видит Азулу, которая тут же атакует брата. Зуко прыгает на её воздушный шар, но падает с него. Аппа боится идти в пещеру, и группа разделяется. Хакода, Чит Сэнг, Тоф, Хару, Дьюк и Тео убегают через пещеру, а Аанг, Сокка, Катара и Суюки летят на Аппе. Зуко поднимается на другом воздушном шаре и противостоит сестре. Столкнувшись в равном бою, они оба наносят огненный удар и падают, но Зуко ловят друзья, а Азула спасается сама. Ночью они разбивают лагерь и сидят у костра. Друзья произносят тост в честь Зуко, кроме Катары, которая ругает его и уходит. Он идёт с ней поговорить, и она вновь напоминает ему про то, что он предал всех в Ба-Синг-Се. Зуко интересуется, что ему нужно сделать для прощения, и Катара в гневе отвечает, что он может отменить ту битву или вернуть ей убитую мать.
Зуко идёт поговорить с Соккой и натыкается на Суюки, которая пробиралась к тому в палатку. Тогда девушка уходит, и Зуко заходит к Сокке, видя его в сексуальной позе. Он просит рассказать его, что случилось с их матерью, ведь полагает, что Катара злится не столько на него, сколько на кого-то другого из племени Огня. Сокка с горестью вспоминает тот день, когда на южное племя Воды напали маги огня. Несмотря на численное преимущество воинам племени удалось прогнать захватчиков, и Сокка был рад этому, пока не узнал, что случилось с их мамой. Он говорит, что на кораблях были флаги с морскими воронами, и Зуко понимает, что это был флот Южных захватчиков. Утром он говорит Катаре, что знает, кто убил её мать, и они хотят полететь на Аппе к нему. Аанг просит Катару не мстить этому человеку, но боль и гнев заглушили голос её разума, и она его не слушает. К ночи она собирается украсть Аппу, и Аанг это замечает, но мальчик отпускает её и даёт напутствие не мстить убийце. Зуко и Катара летят к коммуникационной башне племени Огня, чтобы узнать, где сейчас корабли южных захватчиков. Скрытно пробравшись в башню и посмотрев там карту, они летят к острову Китовый хвост. Катара рассказывает Зуко, что забежала в иглу матери, когда там был её убийца. Мама сказала ей бежать к папе, а сама осталось с захватчиком из племени Огня, но когда Хакода с Катарой вернулись, было уже поздно.
Как только они достигли места назначения, Зуко будит напарницу, и они проникают на корабль Южных захватчиков, одолевая всех солдат, стоящих у них на пути, после чего они идут к капитану. Катара применяет на нём магию крови, но затем видит, что это не тот человек. Зуко выпытывает у него, где тот солдат, которого они ищут, и командир предполагает, что они имеют ввиду Ян Ро, который давно вышел на пенсию. Мать Ян Ро посылает своего сына за продуктами, и когда тот возвращается с рынка, ему кажется, что за ним следят. Так оно и есть. Зуко и Катара с помощью растяжки сваливают его на землю, и он вспоминает ту самую маленькую девочку из племени Воды. Ян Ро также вспоминает разговор с её матерью. Он искал последнего мага воды в южном племени, и Кая сказала, что это была она. Ян Ро убил её. Катара объясняет бывшему солдату, что её мать обманула его и просто защищала дочь, раскрывая, что она маг воды. Катара собирается убить его, чтобы отомстить за всё и создаёт ледяные колья, но в последний момент решает не делать это. Он молит о пощаде, предлагая убить его мать в качестве мести. Катара хоть и ненавидит Ян Ро до глубины души, но не может убить его, при этом называя бывшего солдата мерзким, жалким и ничтожным, а затем она и Зуко уходят. Вечером Зуко рассказал об этом Аватару, и Аанг хвалит Катару за то, что она простила убийцу. Однако она отвечает, что не простила его, хоть и не убила, но простила Зуко. Девушка обнимает его и уходит. Зуко осознал, что ей нужно было встретиться с Ян Ро, но убийство не было ответом на вопрос, и Аанг соглашается с этим. Тогда Зуко спрашивает, что Аанг будет делать, когда встретится с его отцом.

## Отзывы

Динамика оценок IGN к эпизодам 3 сезона мультсериала

Тори Айрленд Мелл из IGN поставил эпизоду оценку 9,2 из 10 и написал, что «мы не только узнали о том, как умерла мать Сокки и Катары, но и увидели, как Катара раскрыла всю мощь своих навыков магии воды, и это было ПОТРЯСАЮЩЕ!». Рецензент посчитал, что «этот эпизод мог бы выделиться среди других, если бы Катара всё-таки убила солдата, ответственного за смерть её матери», но критик предположил, что «сценаристы не были готовы пойти по этому пути». В конце Мелл написал, что «в общем „Южные захватчики“ действительно были отличным эпизодом, который заполнил множество пробелов мультсериала».
Хайден Чайлдс из The A.V. Club написал, что «„Южные захватчики“ — лучший эпизод в преддверии грандиозного финала». Рецензент отметил, что когда Катара хочет прикончить Ян Ро «у неё в глазу появляется единственная слеза, которая о многом говорит». Критик продолжил, что «она в ужасе от своих действий и опустошена воспоминаниями», и закончил тем, что Катара «боится того, как месть превращает её в убийцу». Чайлдс отметил, что «история убийства Каи рассказывается трижды, и каждая версия даёт немного больше информации».
Screen Rant включил серию в топ лучших эпизодов по версии Reddit.
Эпизод собрал 4,23 миллиона зрителей у телеэкранов США.